# Panamerikanska cupen (volleyboll, damer)
Panamerikanska cupen är en årliga volleybolltävling för damlandslag från NORCECA och CSV:s medlemsförbund (d.v.s. Nord- och Sydamerika). Turneringen organiseras av PVU. Den har genomförts sedan 2002 och har tolv deltagare.

## Upplagor
| Säsong               | Säsong                          | Podium                  | Podium                  | Podium                  |
| År                   | Spelplats                       | Guld                    | Silver                  | Brons                   |
| -------------------- | ------------------------------- | ----------------------- | ----------------------- | ----------------------- |
| 2002 mer information | Tijuana                         | Kuba                    | Dominikanska republiken | Kanada                  |
| 2003 mer information | Saltillo                        | USA                     | Dominikanska republiken | Kuba                    |
| 2004 mer information | Tijuana                         | Kuba                    | USA                     | Dominikanska republiken |
| 2005 mer information | Santo Domingo                   | Kuba                    | Dominikanska republiken | Brasilien               |
| 2006 mer information | San Juan                        | Brasilien               | Kuba                    | Dominikanska republiken |
| 2007 mer information | Colima                          | Kuba                    | Brasilien               | Dominikanska republiken |
| 2008 mer information | Tijuana och Mexicali            | Dominikanska republiken | Brasilien               | Argentina               |
| 2009 mer information | Miami                           | Brasilien               | Dominikanska republiken | Puerto Rico             |
| 2010 mer information | Tijuana                         | Dominikanska republiken | Peru                    | USA                     |
| 2011 mer information | Juárez                          | Brasilien               | Dominikanska republiken | USA                     |
| 2012 mer information | Juárez                          | USA                     | Brasilien               | Kuba                    |
| 2013 mer information | Lima                            | USA                     | Dominikanska republiken | Argentina               |
| 2014 mer information | Mexico City                     | Dominikanska republiken | USA                     | Puerto Rico             |
| 2015 mer information | Lima                            | USA                     | Dominikanska republiken | Argentina               |
| 2016 mer information | Santo Domingo                   | Dominikanska republiken | Puerto Rico             | USA                     |
| 2017 mer information | Lima                            | USA                     | Dominikanska republiken | Puerto Rico             |
| 2018 mer information | Santo Domingo                   | USA                     | Dominikanska republiken | Kanada                  |
| 2019 mer information | Chiclayo och Trujillo           | USA                     | Dominikanska republiken | Colombia                |
| 2021 mer information | Santo Domingo                   | Dominikanska republiken | Mexiko                  | USA                     |
| 2022 mer information | Hermosillo                      | Dominikanska republiken | Colombia                | USA                     |
| 2023 mer information | Ponce                           | Argentina               | Puerto Rico             | USA                     |
| 2024 mer information | León de los Aldama och Irapuato | Argentina               | USA                     | Colombia                |

## Medaljörer
| Pos. | Lag                     | Guld | Silver | Brons |
| ---- | ----------------------- | ---- | ------ | ----- |
| 1    | USA                     | 7    | 3      | 6     |
| 2    | Dominikanska republiken | 6    | 10     | 3     |
| 3    | Kuba                    | 4    | 1      | 2     |
| 4    | Brasilien               | 3    | 3      | 1     |
| 5    | Argentina               | 2    | -      | 3     |
| 6    | Puerto Rico             | -    | 2      | 3     |
| 7    | Colombia                | -    | 1      | 2     |
| 8    | Mexiko                  | -    | 1      | -     |
|      | Peru                    | -    | 1      | -     |
| 10   | Kanada                  | -    | -      | 2     |